# Radolin (Trzcianka)
Radolin ist ein Dorf in der Woiwodschaft Großpolen in Polen. Es wurde 1759 als Stadt gegründet, entwickelte sich aber nur mäßig und sank 1858 zum Dorf herab. 

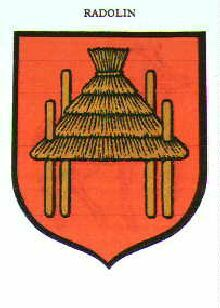
Wappen von Radolin

## Geographische Lage
Das Dorf liegt in Großpolen, etwa 6 km östlich der Stadt Trzcianka (Schönlanke). Durch den Ort fließt der Schönlanker Mühlenfließ, der etwa 2 km weiter östlich in die Netze mündet.

## Geschichte

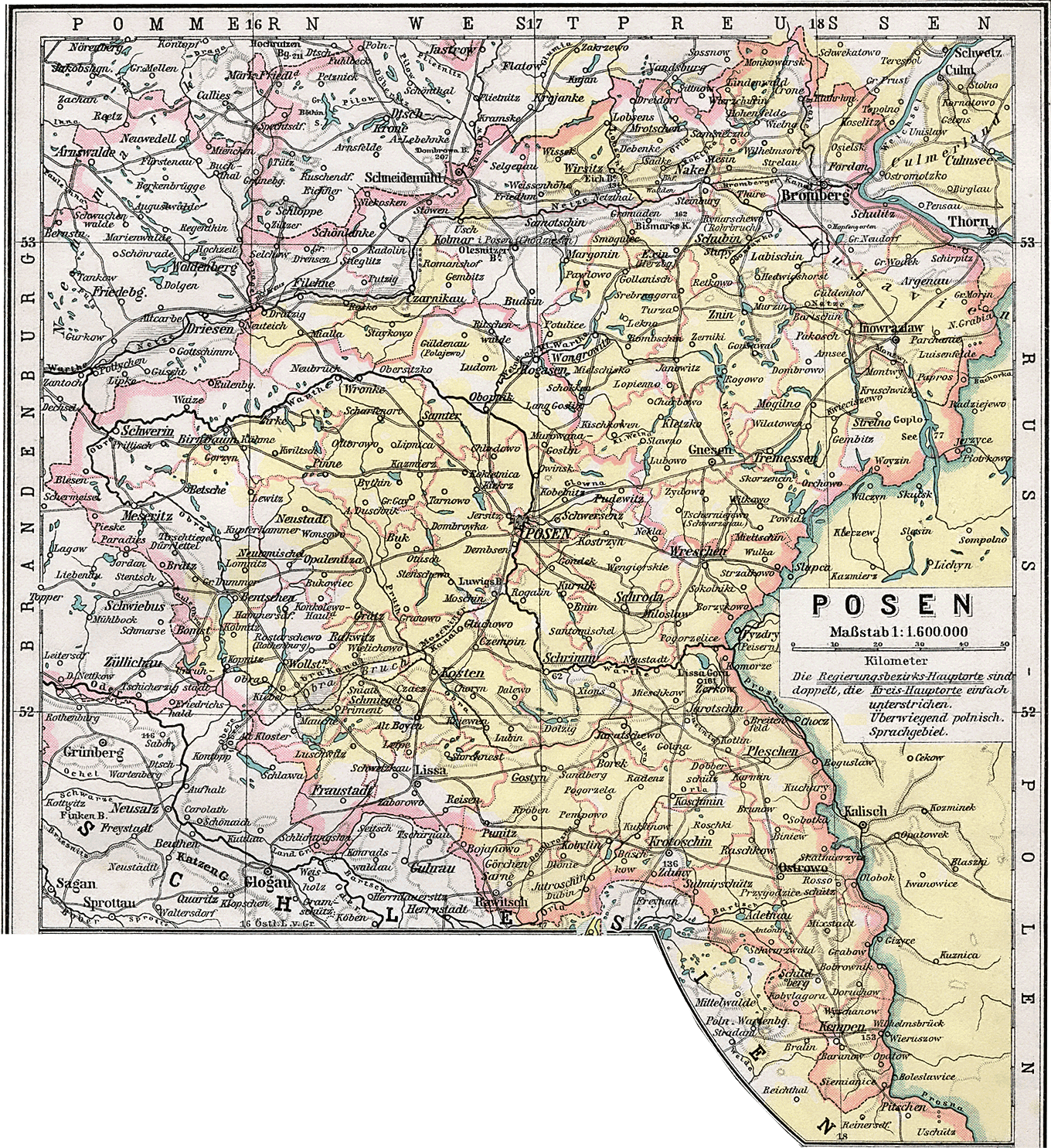
Radolin südwestlich der Stadt Schneidemühl und östlich der Stadt Schönlanke auf einer Landkarte der Provinz Posen von 1905 (gelb markierte Flächen kennzeichnen Gebiete mit seinerzeit mehrheitlich polnischsprachiger Bevölkerung).

Das Gebiet, auf dem die Stadt gegründet wurde, gehörte zur Herrschaft Behle, die im 17. Jahrhundert dem Adelsgeschlecht Poniatowski gehörte und dann an das Adelsgeschlecht Radolin kam. 
Die Stadt wurde 1759 von Graf Andreas Radolinski mit Genehmigung des polnischen Königs August III. gegründet. 1764 wurde ihr ein Stadtprivileg verliehen. In der Stadt siedelten sich Tuchmacher an, doch litt die Entwicklung unter der Nähe zur Stadt Schönlanke. Mit der Ersten Teilung Polens 1772 kam die Stadt als Teil des Netzedistriktes an Preußen. Die Stadt bestand damals aus etwa 50 Häusern, brannte im gleichen Jahre ab, wobei die meisten Bewohner ihr Hab und Gut verloren, wurde aber mit Unterstützung des Grundherrn wieder aufgebaut. Während der Franzosenzeit gehörte Radolin zum kurzlebigen, von 1807 bis 1815 bestehenden Herzogtum Warschau. 
Von 1818 bis 1919 gehörte Radolin zum Kreis Czarnikau und mit diesem zur Provinz Posen. Die Bevölkerung war deutsch und überwiegend evangelischer Konfession; 1848 sprach sich Radolin gegen eine polnisch-nationale Reorganisation der Provinz (siehe Großpolnischer Aufstand) aus. 1858 verzichtete Radolin auf seine Stadtrechte. 
Radolin gehörte zu demjenigen Teil der Provinz Posen, der 1920 bei Deutschland blieb. Radolin wurde in den Ende 1919 neugebildeten Netzekreis eingegliedert und gehörte mit diesem zunächst zur neugebildeten Provinz Grenzmark Posen-Westpreußen, dann ab 1938 zur Provinz Pommern. Zur Gemeinde Radolin gehörten neben Radolin selbst die Wohnplätze Radoliner Kalkofen, Radolinermühle und Waldarbeitergehöft Radolin.
Nach Ende des Zweiten Weltkriegs 1945 wurde Radolin unter polnische Verwaltung gestellt. Die deutschen Bewohner wurden von den polnischen Behörden vertrieben.

## Einwohnerzahlen
- 1773: 317[3]
- 1783: 396, sämtlich Deutsche und mit Ausnahme von drei Familien und einigen Bediensteten Evangelische[1]
- 1788: 467[3]
- 1816: 601, darunter 506 Evangelische, 92 Katholiken und drei Juden[4]
- 1855: 703, darunter 575 Evangelische, 117 Katholiken und elf Juden[4]
- 1885: 699[3]
- 1905: 564[3]
- 1939: 554[3]
- 1961: ca. 500[3]

## Wappen
Blasonierung: „In Rot ein goldenes Strohdach auf vier Pfählen.“
Das Wappen wurde erstmals auf dem Stadtsiegel (SIGILLVM CIVITATIS RADOLINAE) von 1760 gezeigt. Es entspricht dem Wappenschild der Gründerfamilie Radolin und zeigt den Brog, ein von vier Pfählen getragenes Strohdach.

## Verwaltungsgliederung
Radolin bildet ein Schulzenamt in der Gmina Trzcianka (Stadt- und Landgemeinde Schönlanke) und gehört mit dieser zum Powiat Czarnkowsko-Trzcianecki.